# Michael Sailstorfer
Michael Sailstorfer est un artiste allemand, né 12 janvier 1979 à Velden, vivant à Berlin.
Il est représenté par la Galerie Perrotin, Hong Kong & Paris

## Biographie
- 1999–2005 : études à l'Akademie der Bildenden Künste, Munich (Prof. Olaf Metzel)
- 2003–2004 : MA Fine Arts, Goldsmiths College, Londres
- 2005 : Villa Aurora Residency, Los Angeles, CA
- 2006 : International Studio Program, Office for Contemporary Art Norway, Oslo

## Son œuvre

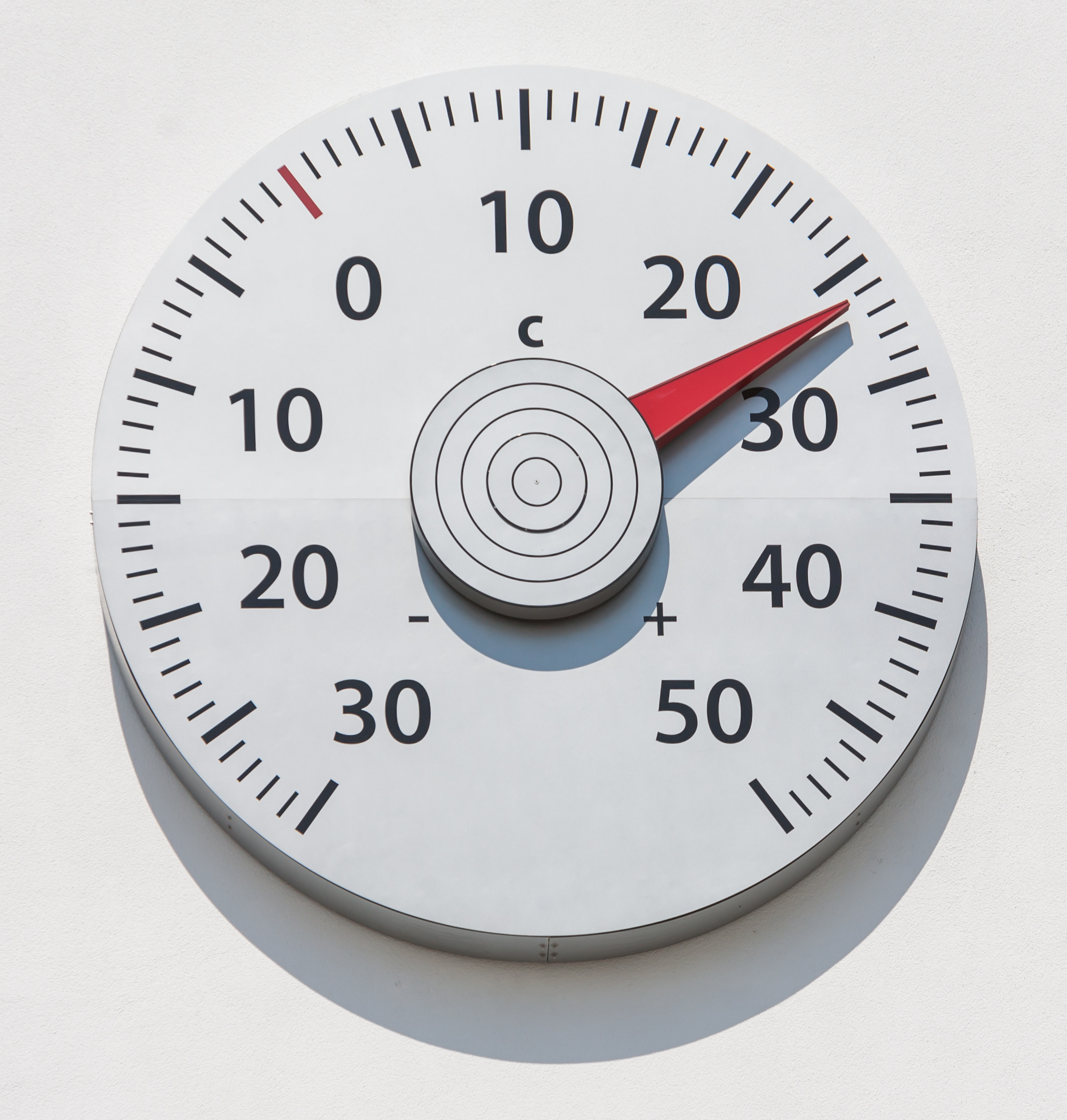
Außenthermometer (2012)

Michael Sailstorfer s’en tient à une méthode libératrice qu’on peut résumer ainsi : « Il faut se montrer offensif envers la matière et envers le spectateur. » L’œuvre doit se passer de tout compromis, de toute superstructure théorique, et conserver son caractère direct et sans détour. De cette conviction sont nées des créations ancrées dans le temps présent. Les premières d’entre elles évoquaient la réalisation d’un désir et se situaient ainsi entre l’intime et l’universel. Des réalisations très concrètes et des changements de contexte énergiques caractérisent également la démarche de l’artiste. Il aime convoquer une euphorie prometteuse pour basculer ensuite dans la tragédie, alors même que l’idée d’origine était extrêmement pragmatique... et tout à la fois absurde, comme en témoigne par exemple Sternstuppe (2002).
Sailstorfer se livre actuellement à une « étude de caractère » de la sculpture. Il s’interroge sur les limites de cette notion, sur la création par élimination de matière. Il en vient ainsi à dépasser les frontières de la sculpture classiquement rapportée au corps humain pour poser la question de l’expansion dans l’espace. Les odeurs, les bruits, la lumière lui apparaissent comme des matériaux propices qui, par leur capacité à se déployer en trois dimensions, répondent indiscutablement aux critères de la sculpture. Et que l’on ne peut ignorer, du fait de leur nature envahissante... Ils lui permettent en outre de donner une présence imposante à de petites œuvres telles que Zeit ist keine Autobahn (2006), composée d’une roue de voiture et d’un moteur électrique.
Eveline Bernasconi et al., Made in Germany, Kestner Gesellschaft, Sprengel Museum Hannover, 2007  (ISBN 9783775719858)

## Expositions
Principales expositions personnelles.
- 2012 : FRAC Haute-Normandie, Sotteville-lès-Rouen
- 2010 : Kestnergesellschaft, Hanovre - Fortes Vilaça, São Paulo
- 2009 : Ps1/MoMA, New York - No Light, Galerie Emmanuel Perrotin, Paris - Zero..., Milan
- 2008 : Johann König, Berlin - 10,000 Steine, Schirn Kunsthalle, Francfort-sur-le-Main - Mollstr. Galeri K, Oslo - Weytterturm Straubing, Straubing
- 2007 : Wand über Kopf, Sorry we’re closed, Rodolphe Janssen Project Space, Bruxelles - U6, 14 Grad 34, 790N / 60 Grad 50, 969W, Kasseler Kunstvereinsheim, Cassel - U1-U13, Galleria Zero, Milan
- 2006 : Michael Sailstorfer, Johann König, Berlin
- 2005 : Michael Sailstorfer – Skulptur, Ursula Blickle Stiftung, Kraichtal - Hoher Besuch, MARTa Herford, Herford - Der Schein trügt, Jack Hanley Gallery, Los Angeles - Zeit ist keine Autobahn, Galleria Zero, Milan
- 2004 : Dämmerung,Aattitudes - espace d'art contemporain, Genève
- 2003 : Und sie bewegt sich doch!, Städtische Galerie im Lenbachhaus, Munich

Principales expositions collectives.
- 2011
  - So Implicit, œuvre exposée : "Sonar", Fondation Joan Miro, Barcelone
- 2010
  - Passanten ’10 Pods, City Centre, Tilburg
  - The New Decor, Hayward Gallery, Londres ; Garage, Moscou
  - As soon as Possible, CCCS – Strozzina, Florence
  - Totem and Taboo, Oratorio Basilica St. Ambrogio, Milan
  - Silent revolution, K21, Maison des États, Düsseldorf
- 2009
  - Berlin meets Vienna, Salon Österreich, Vienne
  - Circus Hein, FRAC Orléans et Atelier Calder, Saché
  - Variation time, Galerie der Künstler, BBK München und Oberbayern e.V., Munich
  - The Secret Live of Objects, Midway Contemporary Art, Minneapolis
  - Can birds fly?, Galerie Parisa Kind, Francfort-sur-le-Main
  - Spacioux, Lambretto Art Project, Milan
  - Romantische Maschinen - Kinetische Kunst der Gegenwart, Georg Kolbe Museum, Berlin
  - The Quick and the Dead, Walker Art Center, Minneapolis, Minnesota, USA
  - 2. Bienal del Fin del Mundo, Centro Cultural Banco do Brasil, Rio de Janeiro
  - Short Circuits, Peter Blum Chelsea, New York
- 2008
  - Younivers, Bienal de Arte Contemporáneo de Sevilla, biacs3, Séville (ES)
  - Leftovers, Mariano Pichler Collection, Berlin
  - In Parallel Worlds, Institut d'art contemporain, Villeurbanne
  - L'Art en Europe, Domaine Pommery, Reims
  - There is No Story to Tell, Tang Contemporary, Peking
  - God is Design, Galpão Fortes Vilaça, São Paulo, Brésil
  - Merkwürdige Maschinen, Phaenomenale 2008, Kunstverein Wolfsburg
- 2007
  - Erasing the edge, Uovo/Miami, Lidia Building, Miami Design District. A project by Uovo Magazine, curated by Micaela Giovannotti
  - Michael Sailstorfer, Nathan Hylden, Grieder Contemporary, Zürich
  - Perspektive 07, Lenbachhaus, Munich
  - My sweet sixteen Party, Gallery Rodolphe Janssen, Bruxelles
  - Neue Heimat, Berlinsche Galerie, Berlin
  - Made in Germany, kestnergesellschaft, Kunstverein, Sprengel Museum, Hanovre
  - Bodycheck, 10. Triennale für Kleinplastik, Fellbach (curated by Matthias Winzen)
  - Kasseler Kunstvereinsheim, Kunstverein, Cassel
  - Absent without Leave, Victoria Miro Gallery, Londres
  - Förderpreis Schering Stiftung Neue Heimat, Berlinsche Galerie, Berlin
  - My private escaped from Italy, Centre international d’art, Île de Vassivière
  - Moscow Biennale, Moscou
- 2006
  - ars viva 06/07
  - Momentum 2006, Nordic Art Festival, Moss
  - Villa Holiday Warsaw, Galerie Raster, Varsovie
  - On The Move, Westfälischer Kunstverein, Münster
  - YBA – Young Bavarian Artists, Gagosian Gallery, Berlin
  - Inaugural Exhibition, Johann König, Berlin
- 2005	
  - Lichtkunst aus Kunstlicht, ZKM, Karlsruhe
  - Talk to the Land, Andrew Kreps Gallery, New York
  - Yokohama Triennale 2005, Yokohama (curated by Taro Amano, Takashi Serizawa, Shingo Yamano)
  - Rückkehr ins All, Kunsthalle, Hambourg
  - LIGHT LAB. Alltägliche Kurzschlüsse, Museion, Bolzano
  - Things Fall Apart All Over Again, Artists Space, New York
  - FAVORITEN - Neue Kunst in München, Städtische Galerie im Lenbachhaus, Munich
  - Light Sculpture - Scultura Leggera, 503 mulino, Vicence
  - We Disagree, Andrew Kreps Gallery, New York
  - Window Cleaning Days Are Over, The Empire, Londres
- 2004
  - Manifesta 5, San Sebastian 2004, International Foundation, Amsterdam
  - On Reason and Emotion, Sydney Biennale, Sydney (curated by Isabel Carlos)
  - BHF live set + Sailstorfer, Zero, Milan

## Récompenses et prix
- 2008-2010 : Scholarship of the Günther- Peill-Stiftung, Düren
- 2007 : Preis der Dr. Franz- und Astrid-Ritter Stiftung, Straubing
- 2006 : "ars viva"-Förderpreis des Kulturkreises der deutschen Wirtschaft im BDI e. V.
- 2003 : Stipendium der Studienstiftung des Deutschen Volkes
- 2002 : Preis der Darmstädter Sezession - Förderpreis der Christian Karl Schmidt Stiftung, Art Forum Berlin - Ida-Wolff-Gedächtnispreis der Stadt München - A. T. Kearney Akademiepreis der Akademie der Bildenden Künste, München

## Collections publiques
- Centre Georges-Pompidou, Paris
- My Private, Milan
- Mariano Pichler Collection, Milan
- Jerry Speyer, New York
- Steven Cohen, New York
- Vanhaerents Collection, Bruxelles
- Heinz Peter Hager, Bolzano
- Sabine DuMont Schütte, Köln
- Paolo Kind, Londres
- Mark van Moerkerke, Ostende
- Sammlung Goetz, Munich
- MARta, Herford
- Städtische Galerie im Lenbachhaus, Munich
- Städelmuseum, Francfort-sur-le-Main
- Sammlung Boros, Berlin